# Bundestagswahlkreis Pforzheim
Der Wahlkreis Pforzheim (2005: Wahlkreis 280, seit 2009: Wahlkreis 279) ist ein Bundestagswahlkreis in Baden-Württemberg.

## Wahlkreis
Der Wahlkreis umfasst den Stadtkreis Pforzheim und den Enzkreis.
Bei der letzten Bundestagswahl waren 217.126 Einwohner wahlberechtigt.

## Wahlkreisgeschichte
Der Wahlkreis wurde in seiner heutigen Form zur Bundestagswahl 1980 eingerichtet. Sein Vorgänger war im Wesentlichen der Bundestagswahlkreis Pforzheim – Karlsruhe-Land I. Ein Teil des heutigen Wahlkreises gehörte bis 1980 auch zum Bundestagswahlkreis Leonberg – Vaihingen.
| Wahl      | Wahlkreisname                    | Gebiet |
| --------- | -------------------------------- | --- |
| 1965–1976 | 182 Pforzheim – Karlsruhe-Land I | Stadt Pforzheim, Landkreis Pforzheim, vom alten Landkreis Karlsruhe die Gemeinden Auerbach, Bruchhausen, Burbach, Busenbach, Ettlingen, Ettlingenweier, Etzenrot, Forchheim, Grünwettersbach, Hohenwettersbach, Langensteinbach, Malsch, Mörsch, Mutschelbach, Neuburgweier, Oberweier, Palmbach, Pfaffenrot, Reichenbach, Schielberg, Schluttenbach, Schöllbronn, Spessart, Spielberg, Stupferich, Sulzbach, Völkersbach, Malsch und Wolfartsweier |
| 1980–1998 | 183 Pforzheim                    | Stadt Pforzheim, Enzkreis, vom Landkreis Karlsruhe die Gemeinde Oberderdingen |
| 2002–2005 | 280 Pforzheim                    | Stadt Pforzheim, Enzkreis |
| seit 2009 | 279 Pforzheim                    | Stadt Pforzheim, Enzkreis |

## Wahlkreisabgeordnete
| Wahl | Abgeordneter | Abgeordneter      | Partei | Stimmen in % |
| ---- | ------------ | ----------------- | ------ | ------------ |
| 1965 |              | Siegfried Meister | CDU    |              |
| 1969 |              | Siegfried Meister | CDU    |              |
| 1972 |              | Lutz Stavenhagen  | CDU    |              |
| 1976 |              | Lutz Stavenhagen  | CDU    |              |
| 1980 |              | Lutz Stavenhagen  | CDU    |              |
| 1983 |              | Lutz Stavenhagen  | CDU    |              |
| 1987 |              | Lutz Stavenhagen  | CDU    |              |
| 1990 |              | Lutz Stavenhagen  | CDU    |              |
| 1994 |              | Roland Richter    | CDU    |              |
| 1998 |              | Ute Vogt          | SPD    |              |
| 2002 |              | Gunther Krichbaum | CDU    |              |
| 2005 |              | Gunther Krichbaum | CDU    |              |
| 2009 | 40,7         | Gunther Krichbaum | CDU    |              |
| 2013 | 49,5         | Gunther Krichbaum | CDU    |              |
| 2017 | 36,4         | Gunther Krichbaum | CDU    |              |
| 2021 | 28,5         | Gunther Krichbaum | CDU    |              |
| 2025 | 37,1         | Gunther Krichbaum | CDU    |              |

## Wahlergebnisse

### Bundestagswahl 2025
| Kandidaten                                            | Kandidaten                     | Parteien/Listen     | Erststimmen | Erststimmen | Zweitstimmen | Zweitstimmen |
| Kandidaten                                            | Kandidaten                     | Parteien/Listen     | Stimmen     | %           | Stimmen      | %            |
| ----------------------------------------------------- | ------------------------------ | ------------------- | ----------- | ----------- | ------------ | ------------ |
|                                                       | Gunther Krichbaumgewählt im WK | CDU                 | 63.762      | 37,1        | 52.835       | 30,5         |
|                                                       | Katja Wilma Mast               | SPD                 | 36.222      | 21,1        | 22.824       | 13,2         |
|                                                       | –                              | GRÜNE               | –           | –           | 18.237       | 10,5         |
|                                                       | Rainer Klaus Semet             | FDP                 | 9.382       | 5,5         | 10.769       | 6,2          |
|                                                       | Diana Zimmer                   | AfD                 | 46.265      | 26,9        | 43.959       | 25,4         |
|                                                       | Helmut Kuntschner              | LINKE               | 11.023      | 6,4         | 9.320        | 5,4          |
|                                                       | –                              | dieBasis            | –           | –           | 526          | 0,3          |
|                                                       | –                              | FREIE WÄHLER        | –           | –           | 1.988        | 1,1          |
|                                                       | –                              | Tierschutzpartei    | –           | –           | 2.042        | 1,2          |
|                                                       | –                              | Die PARTEI          | –           | –           | 705          | 0,4          |
|                                                       | Markus Schulz-Ritz             | Volt                | 5.378       | 3,1         | 1.343        | 0,8          |
|                                                       | –                              | ÖDP                 | –           | –           | 263          | 0,2          |
|                                                       | –                              | Bündnis C           | –           | –           | 589          | 0,3          |
|                                                       | –                              | MLPD                | –           | –           | 51           | 0,0          |
|                                                       | –                              | BÜNDNIS DEUTSCHLAND | –           | –           | 229          | 0,1          |
|                                                       | –                              | BSW                 | –           | –           | 7.661        | 4,4          |
| Gesamt                                                | Gesamt                         | Gesamt              | 172.032     | 100         | 173.341      | 100          |
|                                                       |                                |                     |             |             |              |              |
| Ungültige Stimmen                                     | Ungültige Stimmen              | Ungültige Stimmen   | 2.289       | 1,3         | 980          | 0,6          |
| Wähler                                                | Wähler                         | Wähler              | 174.321     | 81,8        | 174.321      | 81,8         |
| Wahlberechtigte                                       | Wahlberechtigte                | Wahlberechtigte     | 212.982     |             | 212.982      |              |
|                                                       |                                |                     |             |             |              |              |
| Quellen: Die Bundeswahlleiterin, Kandidaten – Stimmen |                                |                     |             |             |              |              |

### Bundestagswahl 2021
Zur Bundestagswahl 2021 treten folgende Kandidaten an:
Ergebnisse der Wahl vom Sonntag, 26. September 2021
| Direktkandidat          | Partei                                          | Erststimmen in % | Zweitstimmen in % |
| ----------------------- | ----------------------------------------------- | ---------------- | ----------------- |
| Gunther Krichbaum       | CDU                                             | 28,5             | 24,2              |
| Katja Mast              | SPD                                             | 20,9             | 21,1              |
| Stephanie Aeffner       | Grüne                                           | 12,7             | 13,0              |
| Rainer Semet            | FDP                                             | 12,7             | 16,3              |
| Diana Zimmer            | AfD                                             | 14,1             | 13,5              |
| Meltem Çelik            | Die Linke                                       | 2,3              | 2,7               |
| Matthias Ebner          | Tierschutzpartei                                | 2,4              | 2,0               |
| Alexander Krenz         | Die PARTEI                                      | 1,4              | 0,9               |
| Sabine Zeitler          | Freie Wähler                                    | 2,7              | 1,8               |
| —                       | PIRATEN                                         | —                | 0,3               |
| —                       | ÖDP                                             | —                | 0,2               |
| —                       | NPD                                             | —                | 0,1               |
| —                       | DiB                                             | —                | 0,1               |
| —                       | MLPD                                            | —                | 0,0               |
| —                       | DKP                                             | —                | 0,0               |
| Susanne Dufke           | dieBasis                                        | 1,6              | 1,5               |
| —                       | Bündnis C                                       | —                | 0,5               |
| Andreas Kubisch         | Bürgerbewegung                                  | 0,6              | 0,5               |
| —                       | BÜNDNIS21                                       | —                | 0,0               |
| —                       | LKR                                             | —                | 0,0               |
| —                       | Die Humanisten                                  | —                | 0,1               |
| —                       | Gesundheitsforschung                            | —                | 0,1               |
| —                       | Team Todenhöfer                                 | —                | 0,4               |
| —                       | Volt                                            | —                | 0,4               |
| Siegmar Hugo Herrlinger | Einzelbewerber (Internationalistisches Bündnis) | 0,0              | —                 |

### Bundestagswahl 2017
Zur Bundestagswahl am 24. September 2017 kandidieren die folgenden Direktkandidaten:
| Direktkandidat    | Partei           | Erststimmen in % | Zweitstimmen in % |
| ----------------- | ---------------- | ---------------- | ----------------- |
| Gunther Krichbaum | CDU              | 36,4             | 32,7              |
| Katja Wilma Mast  | SPD              | 19,0             | 16,3              |
| Katrin Lechler    | Grüne            | 9,6              | 10,8              |
| Janis Wiskandt    | FDP              | 11,9             | 13,6              |
| Waldemar Birkle   | AfD              | 15,8             | 16,3              |
| Peter Wenzel      | Die Linke        | 4,7              | 5,4               |
| Patricia Kopietz  | Tierschutzpartei | 2,3              | 1,5               |
| Oscar Fernbacher  | Die Rechte       | 0,1              | 0,1               |
| Wolf Glück        | Einzelbewerber   | 0,1              | –                 |

### Bundestagswahl 2013
| Direktkandidat    | Partei              | Erststimmen in % | Zweitstimmen in % |
| ----------------- | ------------------- | ---------------- | ----------------- |
| Gunther Krichbaum | CDU                 | 49,5             | 45,1              |
| Katja Wilma Mast  | SPD                 | 22,9             | 20,2              |
| Erik Schweickert  | FDP                 | 5,8              | 7,1               |
| Memet Kilic       | Grüne               | 8,0              | 9,0               |
| Milan Kopriva     | DIE LINKE           | 4,1              | 4,6               |
| Holger Reichert   | PIRATEN             | 2,2              | 2,2               |
| Günther Ragg      | NPD                 | 1,6              | 1,4               |
| —                 | REP                 | —                | 0,4               |
| —                 | Tierschutzpartei    | —                | 0,8               |
| —                 | ÖDP                 | —                | 0,2               |
| —                 | PBC                 | —                | 0,4               |
| —                 | Volksabstimmung     | —                | 0,2               |
| —                 | MLPD                | —                | 0,0               |
| —                 | BüSo                | —                | 0,0               |
| Frank Plonus      | AfD                 | 5,1              | 7,2               |
| —                 | BIG                 | —                | 0,1               |
| —                 | pro Deutschland     | —                | 0,1               |
| Marco Rapp        | FREIE WÄHLER        | 0,9              | 0,6               |
| —                 | PARTEI DER VERNUNFT | —                | 0,1               |
| —                 | RENTNER             | —                | 0,3               |

### Bundestagswahl 2009
| Direktkandidat     | Partei               | Erststimmen in % | Zweitstimmen in % | Bundestagswahl 2005 Zweitstimmen in % |
| ------------------ | -------------------- | ---------------- | ----------------- | ------------------------------------- |
| Gunther Krichbaum  | CDU                  | 40,7             | 34,5              | 39,2                                  |
| Katja Wilma Mast   | SPD                  | 22,9             | 20,0              | 31,1                                  |
| Memet Kılıç        | Grüne                | 10,0             | 11,5              | 8,4                                   |
| Erik Schweickert   | FDP                  | 16,1             | 19,7              | 12,6                                  |
| –                  | REP                  | –                | 0,9               | 1,2                                   |
| Annette Groth      | Die Linke            | 6,8              | 7,4               | 4,0                                   |
| Kai Rebmann        | PBC                  | 1,5              | 0,9               | 0,9                                   |
| Albert Baumgärtner | NPD                  | 2,1              | 1,3               | 1,3                                   |
| –                  | PIRATEN              | –                | 2,0               | -                                     |
| –                  | BüSo                 | –                | 0,0               | 0,1                                   |
| –                  | ödp                  | –                | 0,3               | –                                     |
| –                  | MLPD                 | –                | 0,0               | 0,1                                   |
| –                  | Volksabstimmung      | –                | 0,3               | -                                     |
| –                  | Die Tierschutzpartei | –                | 0,8               | -                                     |
| –                  | Die VIOLETTEN        | –                | 0,2               | -                                     |
| –                  | DVU                  | –                | 0,1               | -                                     |

Als Wahlkreisabgeordneter wurde Gunther Krichbaum (CDU) gewählt. Katja Wilma Mast (SPD), Erik Schweickert (FDP), Memet Kılıç (Bündnis 90/Die Grünen) und Annette Groth (Die Linke) wurden jeweils über die Landesliste gewählt. Somit entsendet der Wahlkreis Pforzheim in der 17. Wahlperiode fünf Abgeordnete in den Bundestag.